# Margus Metstak
Margus Metstak (Tallinn, 16 giugno 1961) è un ex cestista estone, fino al 1991 sovietico.

## Carriera
Con l'Estonia ha disputato due edizioni dei Campionati europei (1993, 2001).